# Narke dipterygia
Espèce
Synonymes
- Raja dipterygia Bloch & Schneider, 1801
- Bengalichthys impennis Annandale, 1909

Statut de conservation UICN

 DD  : Données insuffisantes
Répartition géographique
Narke dipterygia est une espèce de raie électrique de la famille Narkidae présente dans les océans Indien et Pacifique.